# Museo degli Alpini
Il Museo degli Alpini di Bassano del Grappa, fondato nel 1950, è un museo dedicato alla raccolta di reperti e testimonianze della prima guerra mondiale.
Offre al visitatore l'opportunità di rivivere la memoria legata alla Grande guerra attraverso un percorso che richiama storia, valori, sentimenti e gesta degli Alpini. Si trova nel seminterrato della "Taverna degli Alpini" di Bassano del Grappa situata nelle immediate vicinanze del Ponte Vecchio (degli Alpini) ed è tappa importante di una visita esaustiva nel territorio Bassanese.
All'interno del museo, gestito direttamente dalla sezione locale dell'ANA Monte Grappa, sono conservati alcuni reperti della prima guerra mondiale; tali cimeli provengono prevalentemente dall'altopiano di Asiago, dal Monte Grappa e da donazioni private.
È possibile vedere oltre ad oggetti (elmetti, bombe, schegge, reticolati) anche foto d'epoca, manoscritti ed alcuni dei fogli che il poeta Gabriele D'Annunzio gettò sulla città di Vienna durante la sua azione propagandistica nell'agosto del 1918 ricordata come "volo su Vienna".

## Storia
Il museo è nato dalla volontà dell'Associazione Nazionale degli Alpini "ANA Monte Grappa", sezione di Bassano del Grappa, di creare un luogo dedicato ai loro colleghi che hanno affrontato con coraggio l'esperienza della Prima guerra mondiale. Il museo racchiude un patrimonio di cultura e valori da non disperdere per poter tramandare il ricordo di avvenimenti che hanno segnato la coscienza degli italiani.
L'inaugurazione del Museo degli Alpini risale al 1º ottobre 1950, due anni dopo l'adunata nazionale degli Alpini che ha visto protagonista la stessa città di Bassano del Grappa; nello stesso periodo viene ricostruito il Ponte degli Alpini (Ponte di Bassano) ed è proprio qui che il presidente della Sezione Alpini, il colonnello Bruno Solagna, decide di adibire uno spazio alla raccolta di documenti e altro materiale sul ponte di Bassano.
Il museo prende vita con pochi pezzi, soprattutto riviste, foto, ritagli di giornale e medaglie per ricordare la storia del Ponte degli Alpini, mentre tra il 1970 ed il 1990 si assiste ad un aumento del numero di reperti grazie alla volontà degli Alpini Marco Tosin e Angelo Verin. La ricerca e la collocazione dei cimeli prosegue negli anni a seguire e vede l'incremento di oggetti sempre più diversificati.
Nel 2000 Lucio Gambaretto diventa il nuovo responsabile del museo e provvede ad effettuare interventi di ristrutturazione e ampliamento dei locali, con la collaborazione degli Alpini e di altre figure (Goffredo Pogliani, Amedeo Parolin e Silvio Forin). Gli spazi adibiti non appaiono più sufficienti a contenere tutti i pezzi della collezione, incrementata notevolmente col passare degli anni, ragion per cui si provvede nel 2002 ad iniziare i lavori per poter recuperare anche il piano interrato dell'edificio. Quest'ultimo era stato allagato dopo l'alluvione del 1966 e si trovava in condizioni disastrose, ma grazie all'aiuto di numerosi soci venne recuperato, sistemato e divenne nuovamente funzionale ed utilizzabile. Così, con i nuovi spazi espositivi, nel 2003 il museo venne riaperto, la collezione si arricchì di cimeli e reperti di grande valore storico, soprattutto quelli relativi alle gesta delle penne nere durante la guerra. Di grande importanza è il medagliere del generale Amedeo De Cia, combattente nella guerra di Libia e nella Prima e Seconda guerra mondiale; fu in prima linea sul fronte della battaglia di Vittorio Veneto e primo comandante della Scuola allievi ufficiali di complemento Alpini Bassano.
All'interno del museo sono attualmente presenti cimeli storici, ma soprattutto oggetti di vita quotidiana utilizzati dagli Alpini durante la guerra. Attraverso la visita al museo si vuole evocare nella mente del visitatore l'idea di non ritorno rispetto alla tragedia della guerra in modo che sia da monito perché non venga più ripetuta e che si sviluppi un senso di comune appartenenza alla comunità umana che porti ad evitare il passato che è stato, verso la costruzione di un futuro migliore.

## Descrizione

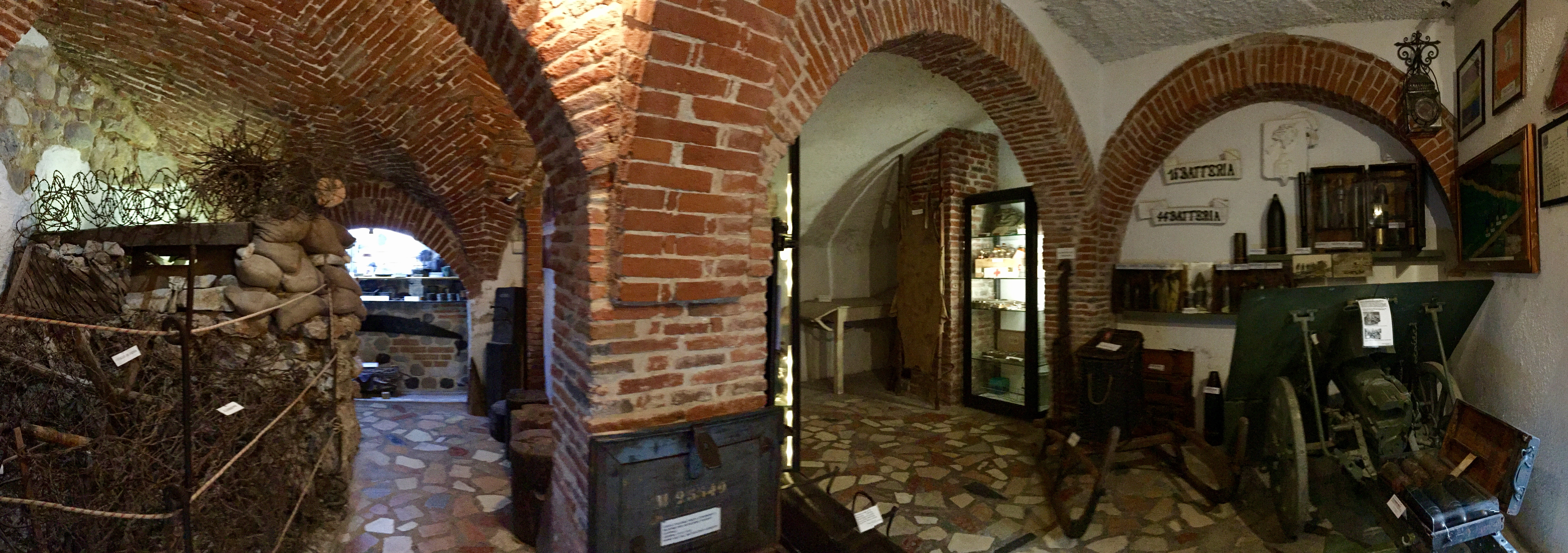
Spazio espositivo al secondo piano

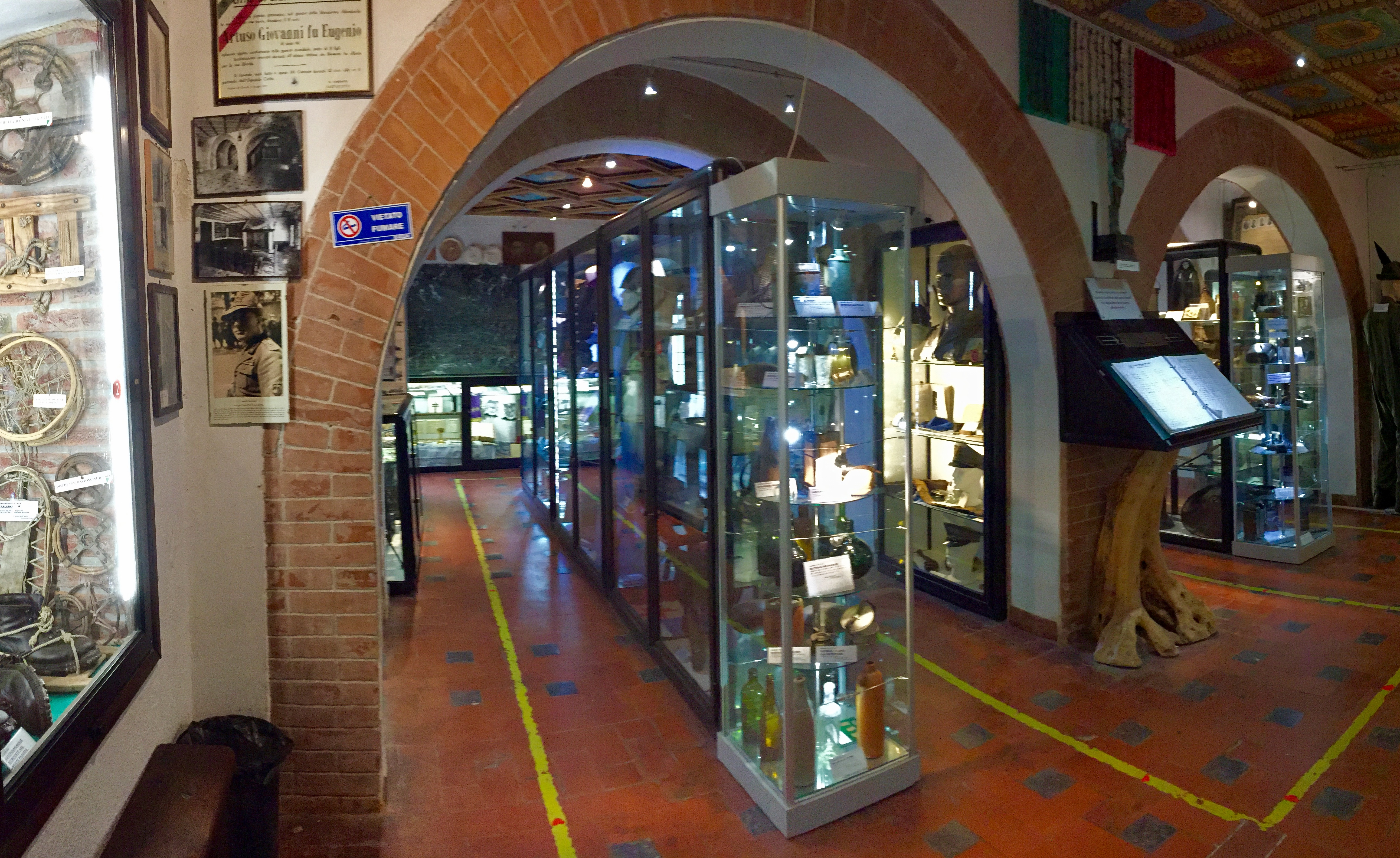
Spazio espositivo al primo piano

Il museo si sviluppa su due piani sotterranei a cui si accede attraverso la "Taverna degli Alpini". 
All'interno del museo si trovano 29 bacheche, ciascuna contenente oggetti e materiale specifico.
Al primo piano sotterraneo si trovano le bacheche numerate dall'1 al 25, mentre per visionare le bacheche 26, 27, 28 e 29 è necessario scendere al piano inferiore (ultimo locale sotterraneo).

### Collezioni
Bacheca 1: si trova una raccolta di medaglie di tutte le adunate dell'Associazione Nazionale Alpini dal 1920 in poi, inoltre sono presenti dei ricordi dell'inaugurazione per la ricostruzione del Ponte degli Alpini avvenuta nell'anno 1948.
Bacheca 2: si trova una collezione di ramponi da ghiaccio ed alcune racchette da neve.
Bacheca 3: si trovano onorificenze, decorazioni, cimeli personali appartenenti al generale di Divisione Amedeo De Cia, valoroso ufficiale degli Alpini che partecipò a tre guerre: guerra italo-turca, Prima guerra mondiale, Seconda guerra mondiale.
Bacheca 4: sullo sfondo è esposta una bandiera con la stella rossa nel mezzo, tale reperto risale alla fine della Seconda guerra mondiale sul fronte della Venezia Giulia. Sulla bacheca ci sono delle fotografie che testimoniano la campagna di Russia e diverse cartoline reggimentali d'epoca.
Bacheca 5: sono presenti delle lettere scritte dagli Alpini impegnati al fronte, sono espressione di valori e sentimenti di persone ormai rassegnate. Lo stile di questi scritti è sobrio e semplice.
Bacheca 6: sono contenute delle maschere per la protezione da attacchi chimici o batteriologici. Le maschere sono dotate di particolari filtri ai carboni attivi per salvaguardare le vie respiratorie. 
Bacheca 7: si trovano delle gavette da due litri, realizzate per le truppe alpine. Nella parte inferiore della bacheca è presente l'attestato di conferimento della medaglia di bronzo al valor militare rilasciato al sergente maggiore Palmiro Celli disperso in Russia nel dicembre del 1942. Egli guidò gli Alpini in un contrassalto che favorì lo sganciamento delle truppe russe del reparto al quale apparteneva.
Bacheca 8: è dedicata al conforto religioso che i cappellani militari portavano ai soldati. Si può trovare un altare da campo, in cui è presente una valigia per custodire gli oggetti sacri. In alto a sinistra si trova una preghiera dell'Alpino.
Bacheca 9: è presente il busto del colonnello Rodolfo Pisaro, comandante del 7º Reggimento Alpini caduto sul fronte greco nell'inverno del 1940, al quale venne conferita una medaglia d'oro al valor militare. La bacheca contiene anche alcuni "triboli" (cuspidi metalliche sparse sul terreno per contrastare l'avanzata del nemico), diversi tipi di manette, un binocolo e alcuni oggetti rinvenuti dagli scavi sul Monte Grappa.
Bacheca 10: sopra la bacheca è posizionato il busto del maresciallo Gaetano Giardino, il quale diresse le operazioni militari sul massiccio del Grappa durante la Grande guerra. All'interno della bacheca sono custodite due pistole automatiche, un revolver inglese, un revolver e delle fibbie austriache e due pistole lanciarazzi da segnalazione.
Bacheca 11: la bacheca contiene sciabole italiane e austriache, di cui una appartenuta al maggiore Giovan Battista Morello caduto nel 1916, elmetti germanici, medaglie e granate di artiglieria. Al tempo dello scoppio del conflitto nessuno possedeva elmetti in acciaio, ma di cuoio bollito e feltro. Subito fu nota l'inadeguatezza di questi materiali e tutti si dotarono dell'elmo in metallo: gli austriaci adottarono quello dei tedeschi, mentre gli italiani il modello "Adrian" francese. Inoltre, si può notare un elmetto dotato di tela antiriflesso in quanto il metallo poteva risplendere alla luce del sole e svelare la posizione del soldato.
Al piano inferiore, vi sono alcune granate di artiglieria di cui sono interessanti i congegni a tempo che permettevano lo scoppio dei proiettili prima che toccassero terra massimizzando l'effetto delle stesse.
Bacheca 12: contiene baionette e armi da fuoco austriache ed italiane. Al piano di mezzo si trova un Elmetto Adrian Mod. 16 con insegna cecoslovacca, in quanto l'esercito austriaco era multietnico. Nel 1917 ci fu una disgregazione nazionalistica per cui molti soldati finirono per combattere nell'esercito italiano. Reparti cecoslovacchi vi erano anche in Russia e Francia. Grazie a loro vi fu il riconoscimento della Cecoslovacchia come stato indipendente fra i vincitori della Prima guerra mondiale. Al piano sottostante troviamo fucili inglesi, austriaci, statunitensi.
Bacheca 13: troviamo vari tipi di bombe a mano italiane e austriache. Alcuni di questi ordigni si potevano lanciare con il fucile introducendo un lungo codolo ad asta nella canna e utilizzando come propellente una cartuccia priva di ogiva. Al piano di mezzo vi sono un elmetto italiano, una giberna a bandoliera per le munizioni del moschetto, giberne per fanteria, carabine austriache e francesi e baionetta italiana.
Bacheca 14: contiene cimeli delle guerre coloniali dalla fine del 1800, segnate dalla sconfitta di Adua, alla Seconda guerra mondiale sui fronti dell'Africa. Si trovano: granate, lampioncini di carta per il compleanno della Regina Margherita, scudo e sciabola abissina, due coltelli somali chiamati "bilbao", varie fotografie coloniali, una lancia completa di asta e contrappeso con punte eritree e abissine, due fasce coloniali in lana, una cartolina del principe Amedeo.
Bacheca 15: al piano superiore vi sono sei mazze ferrate austriache di diversi modelli, in uso presso speciali truppe d'assalto dopo attacchi con gas vescicanti o soffocanti. Nel piano sottostante vi sono materiali e attrezzi da trincea della Prima guerra mondiale: pinze tagliareticolati, picozzino e badile italiani, badile austriaco e tedesco, punta a trivella elicoidale per fare i buchi nel terreno e metterci i pali per i reticolati, uno spezzone di reticolato, una cassetta d'ordinanza di un ufficiale.

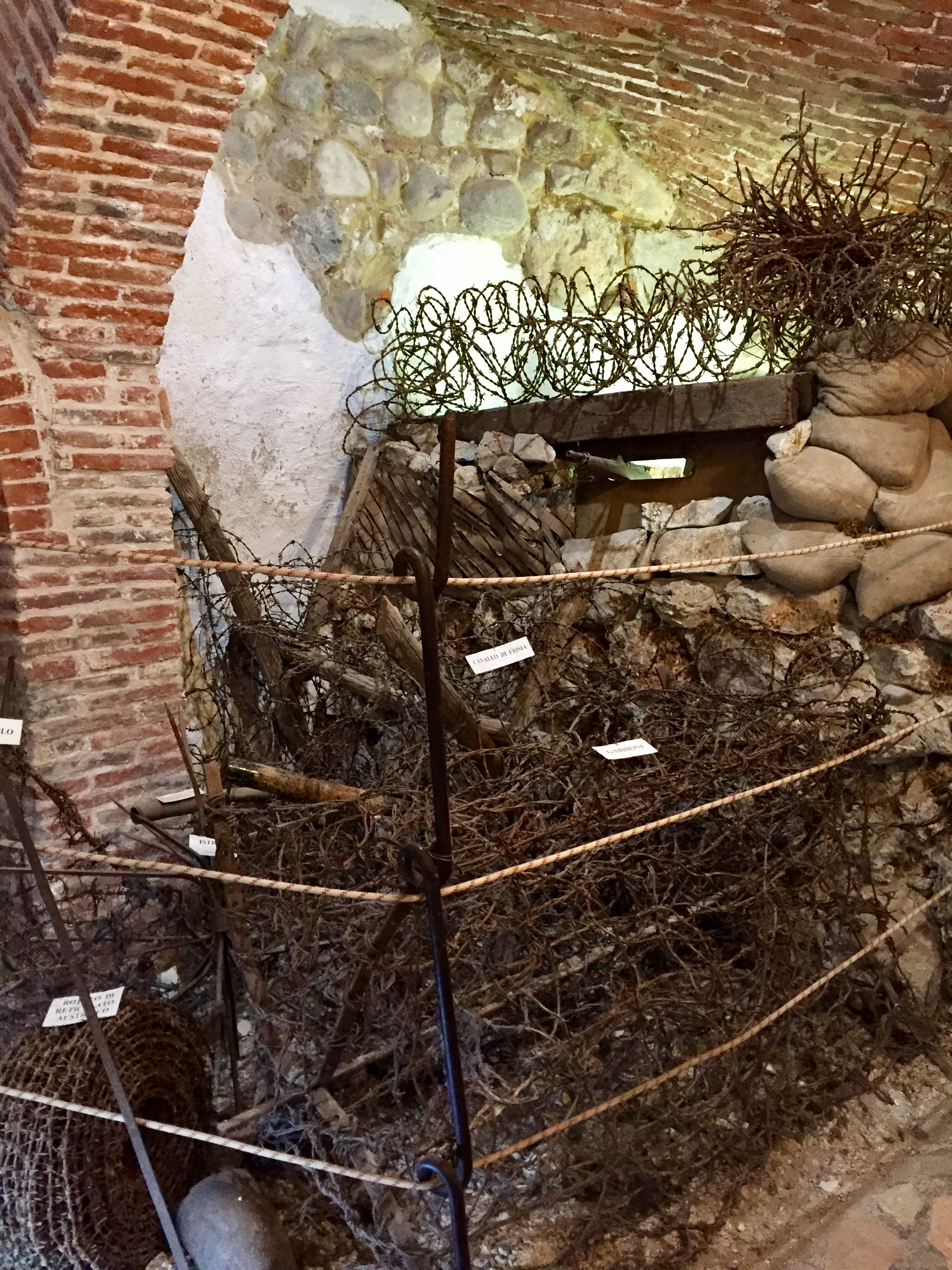
Trincea

Appese alla parete vi sono una seria di fotografie relative alla Scuola allievi e ufficiali (Bersaglieri e Alpini) di Bassano (1934-1943) con sede alla caserma "Montegrappa". Molti di loro, caduti in battaglia, sono stati insigniti di decorazione al valore militare. Si trovano anche un campionario di vari tipi di reticolato ed una stampa rappresentante lo schieramento dei reparti italiani e turchi nella battaglia per la conquista di Tripoli (1911-1912). 
Bacheca 16: è rappresentato un Alpino mortaista in Russia, il quale indossa un'uniforme invernale di panno e un cappotto foderato con la pelliccia di pecora. Ai piedi calza dei sovrascarponi composti da una suola in legno e da una tomaia in pelle di pecora. L'equipaggiamento individuale era caratterizzato da moschetto, baionetta, bomba a mano. Vi era un biglietto in tasca del giubbotto con il nome del possessore in modo che si potesse sapere a chi apparteneva in quanto il materiale dello stesso aveva un alto valore. Vi sono poi moschetti, mitragliatrici, un mortaio Brandt completo di puntamento, zaioni, scale e corde e piccozza.
Bacheca 17: dedicata all'aspirante ufficiale Antonio Ciamarra, medaglia d'oro al valore militare. Durante l'assalto alla posizione difensiva nel Monte Tomba l'ufficiale anche se ferito riuscì a condurre il suo plotone alla postazione nemica. La bacheca contiene: il medagliere dell'ufficiale e la medaglia d'oro "sostitutiva" (in quanto durante il regime fascista era stato richiesto il ritiro dell'oro), la sciabola, lettere e ruolino (elenco componenti plotone), piastrina di riconoscimento.
Bacheca 18: contiene quattro giacche di particolare pregio. Una giacca è di panno blu scuro, primo modello indossato dalle truppe da montagna (1983); uno spencer da ufficiale, con accessori in astrakan (1938); una giacca austriaca da sottufficiale di artiglieria; una giacca da tenente degli Alpini, appartenuta a un bassanese che combatté sul Monte Nero durante la prima guerra mondiale ed il suo cappello da Alpino. Ancora una bicicletta da Bersagliere, una serie di cappelli Alpini, un elmo e una tromba con drappella del Gruppo Artiglieria "Val Tagliamento".
Bacheca 19: si trovano oggetti appartenuti alle medaglie d'oro tenente Efrem Reatto, che cadde nel combattimento di Amba Work nel 1936, e del sottotenente Ivo Scapolo, morto nel 1940 sul fronte greco-albanese.

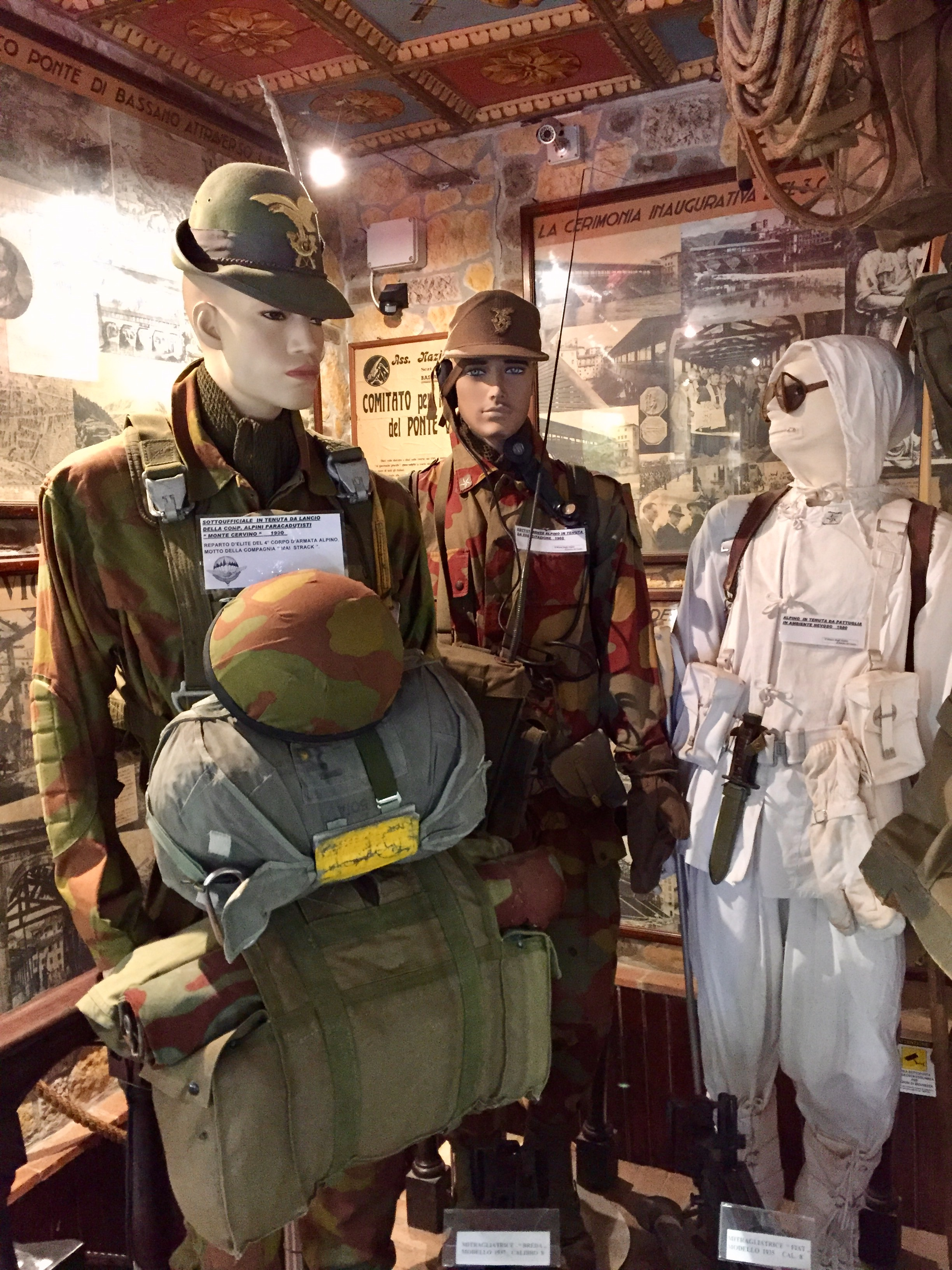
Divise alpine

Bacheca 20: nel primo scomparto da destra abbiamo un'uniforme nera di gala del colonnello Sergio Simionato corredata di berretto, spalline metalliche dorate, fascia di seta azzurra, sciabola, bandoliera dorata con giberna di artiglieria, mantello azzurro, distintivo di promozione per meriti di guerra, nastrini indicanti le campagne di guerra, distintivo per ferita di guerra. Sopra sono esposte coppie di spalline differenti e di epoche diverse. Nel secondo scomparto da destra abbiamo l'uniforme da capitano degli Alpini, i gradi sono esposti sulle spalline invece che sui polsi; nastrini che attestano la partecipazione a varie campagne della Grande Guerra, elmetto, cinturone. Nel terzo scomparto da destra, abbiamo un Alpino in uniforme mimetica per terreno innevato, con giubba e pantaloni bianchi, cappuccio, passamontagna, occhiali; due grosse giberne da munizioni; corda, sci e piccozza. Nel quarto scomparto da destra, vi è un Alpino in uniforme invernale grigioverde della Prima guerra mondiale, è di panno con pantaloni al ginocchio e mantellina. Aveva fasce dette "mollettiere" al posto dei calzettoni. Lungo alpenstock per terreni ripidi e per tirare con il fucile da posizione eretta.
Bacheca 21: costituita da 3 piani; nel piano superiore si trovano un casco da bersagliere e urne con sabbia del deserto, a ricordare la battaglia di El Alamein, oltre a un pugnale, due binocoli e alcune granate italiane. Nel piano di mezzo ci sono alcuni reperti della campagna di Russia mentre nella parte inferiore sono situati due elmetti germanici ed altri reperti relativi agli anni 1943-1945.
Bacheca 22: dedicata alla Resistenza, contiene tra gli oggetti un editto tedesco, un foglio di uscita dal campo di transito di Bolzano, una casacca da internato in campo di sterminio tedesco ed un quadretto dedicato al colonnello Giacomo Fincato da Enego. Si trovano nella parte inferiore alcuni fucili mitragliatori inglesi Sten e Bren, un fucile mitragliatore italiano Breda Mod. 37 e attestati di riconoscimento al capitano Benedetto De Beni.
Bacheca 23: come la bacheca 22, anche questa contiene reperti che ricordano il periodo della Resistenza.
Bacheca 24: nella parte superiore sono riposti reperti relativi alla Prima guerra mondiale, tra cui caricatori per fucili e armi automatiche, una cassetta porta-munizioni austriaca, buoni del tesoro ed una copia del Corriere della Sera con l'annuncio dell'affondamento del transatlantico statunitense Lusitania, avvenuto il 9 maggio 1915. Sono esposti alla parete un quadro del pilota bassanese tenente dell'artiglieria da montagna Edoardo Velo e il primo manifesto di chiamata alle armi (agosto 1914).
Bacheca 25: contiene reperti simili di origine italiana, austriaca, tedesca e inglese; di particolare interesse è l'unico elmetto di progettazione tedesca, il "Berdorf", che vede tra i suoi progettisti l'ingegnere Augusto Westen, fondatore della Smalteria Metallurgica Veneta (Bassano 1925), attuale Baxi. 
Bacheca 26: sono situate al suo interno uniformi indossate da diverse figure (ufficiale degli Alpini, ufficiale del Genio ecc.). Tra queste si evidenzia la presenza di un'uniforme statunitense della Grande guerra per ambulanziere della Croce Rossa; un reparto USA della stessa si trovava presso Cà Erizzo a Bassano. Vi prestò servizio Ernest Hemingway e trasse da qui ispirazione per il romanzo Addio alle armi.
Bacheca 27: si trovano vecchi gagliardetti dei gruppi ANA del Bassanese.
Bacheca 28: rappresentazione di una sentinella in alta montagna con indumenti pesanti per ripararsi dal freddo ed un fucile con baionetta; oltre ad altri oggetti quali un apparato per segnalazioni ottiche ad acetilene, fornellini scaldarancio e vivande, una tavola incisa.
Bacheca 29: al suo interno si trovano medicinali e materiali di medicazione e pronto soccorso, ferri chirurgici e attrezzature per l'immobilizzazione degli arti, un tavolo operatorio di circostanza e barelle per i feriti. Bacheca interamente dedicata ad aspetti sanitari.